# Дипхолц
Дипхолц (на немски: Diepholz, Deefholt) е окръжен град в Долна Саксония, Германия с 15 914 жители (към 31 декември 2013).
Намира се между градовете Бремен (65 km), Олденбург (70 km) и Оснабрюк (50 km). През 1380 г. получава права на град и от 1531 до 1585 г. е резиденция на графство Дипхолц.